# Grand Hôtel Stockholm

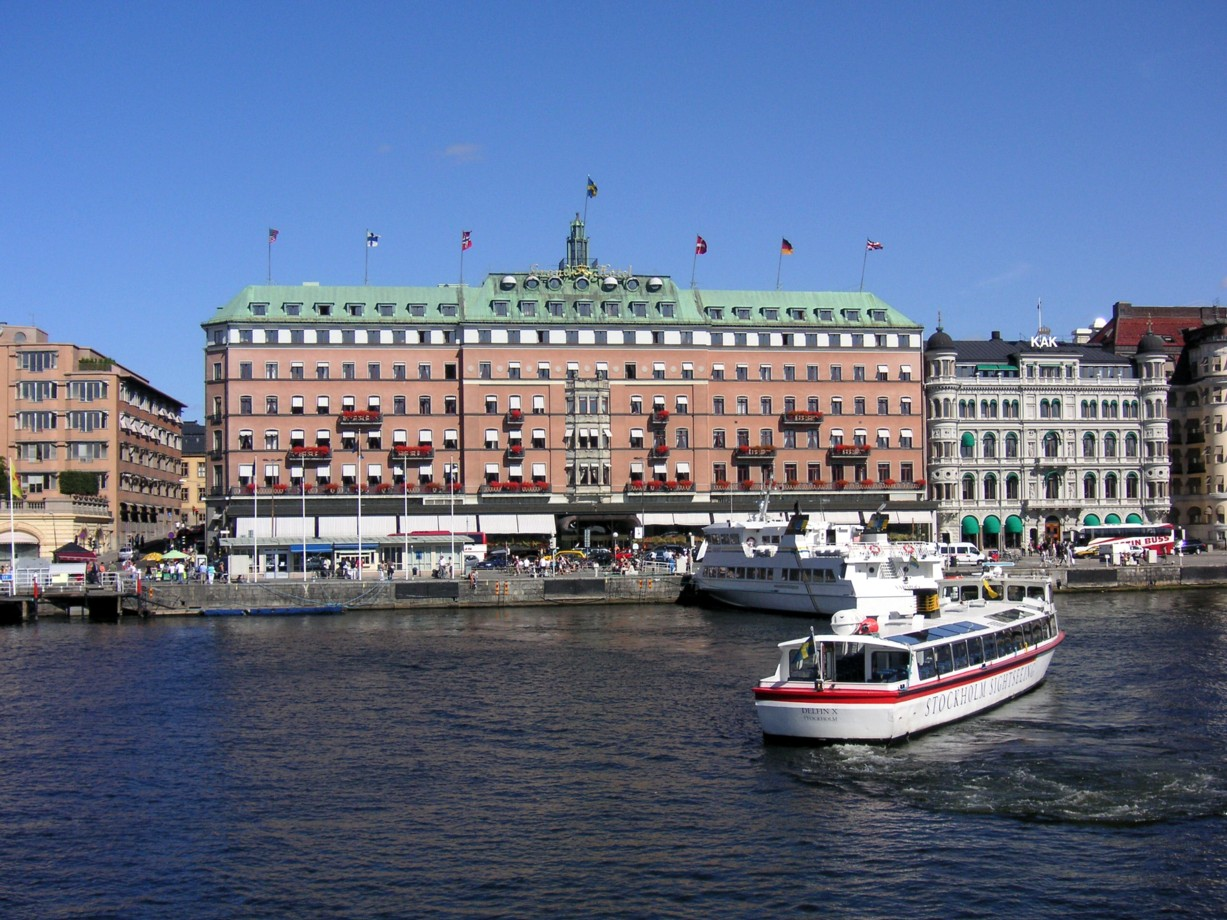
Grand Hôtel, Hauptgebäude mit grünem Dach und zugehörigen Gebäuden Bolinderska palatset zur Rechten

Das Grand Hôtel in Stockholm ist ein 1874 gegründetes Luxushotel im Stadtteil Blasieholmen. Es bietet derzeit 300 Zimmer, davon 31 Suiten, 24 Konferenz- und Veranstaltungsräume und zwei Restaurants, darunter ein Gourmetrestaurant. Das Hotel trägt den Titel königlicher Hoflieferant und ist das einzige schwedische Hotel der Gruppierung The Leading Hotels of the World. Eigentümer ist die Investor AB der Familie Wallenberg.

## Geschichte

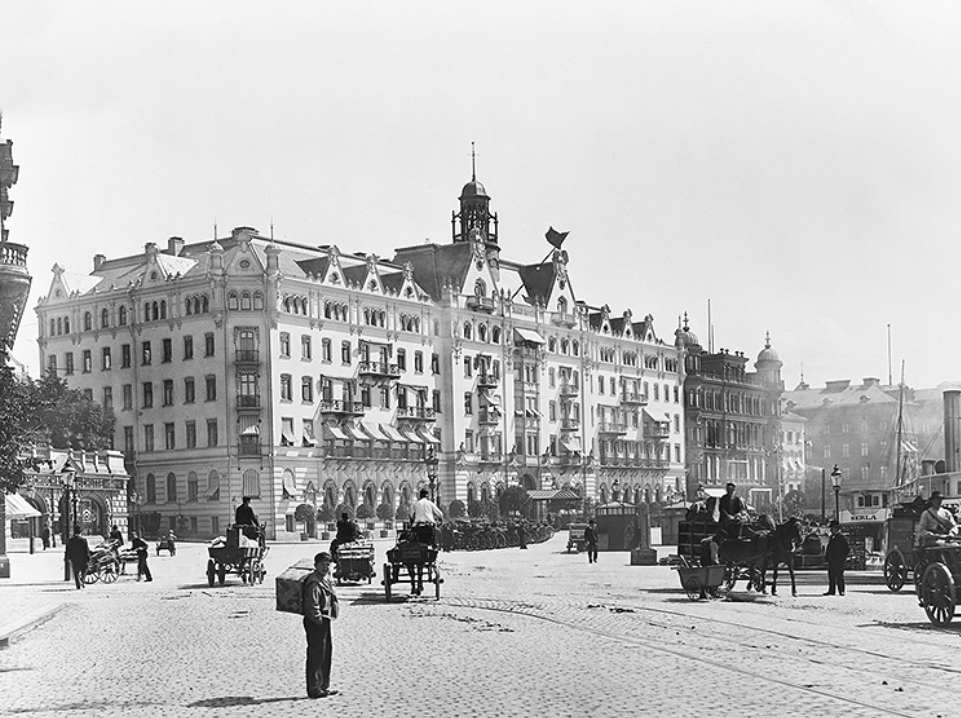
Grand Hôtel 1901

Nach der Stockholmer Ausstellung 1866 wurde man sich der unzureichenden Hotelkapazität der schwedischen Hauptstadt bewusst. Jean-François Régis Cadier, ein seit 1852 in Schweden lebender Franzose, erhielt den Auftrag, ein repräsentatives Großhotel zu schaffen. Als Architekt wählte er Axel Kumlien. Die ersten Gäste konnten im Frühsommer 1874 empfangen werden. 1889 kam der benachbarte Bolinderska palatset zum Hotel dazu, 1909 der Zubau Grand Hôtel Royal mit seinem Wintergarten.

1881 schrieb ein Reisejournalist in der Wiener Abendpost:
Im Grand Hôtel waren Zimmer für uns bestellt. [...] Wenn man will, ist das Grand Hôtel der einzige Palast in Stockholm. [...] Das Grand Hôtel mit seinen 250 Zimmern (wir hatten nur zwei inne, aber jedes besaß einen Balcon) nahm uns auf, der königlich ausgestattete Speisesaal, dessen Öfen gleichfalls auf der Wiener Weltausstelung prunkten, bot uns ein treffliches Souper, und die englischen Betten und ihre großen, langen und breiten Decken nahmen uns und unsere müden Glieder liebevoll auf.
Nach dem Zweiten Weltkrieg begann sich Marcus Wallenberg (1899–1982) für die Hotelbranche zu interessieren. Im Januar 1968 erwarb er das Grand Hotel im Wege des bereits von ihm beherrschten Carlton Hotels. Der Kauf machte Sensation und schuf beim Personal Unruhe, da das Carlton viel kleiner war. Der Sturm legte sich jedoch, als der wahre Eigentümer bekannt wurde.